# 亚历杭德罗·阿拉维纳
亞歷杭德羅·阿拉维纳（西班牙語：Alejandro Aravena，1967年7月22日—），智利建築師，2000在智利創立了Elemental建筑事务所。2016年普利兹克建筑奖得主，也是2016年度威尼斯建築雙年展的策展總監。

## 代表作品

### 文化教育建筑
- 数学学院（1999）
- 圣爱德华大学（2008）
- Ayélen学校（2015）
- 作家小屋（2015）
- Consititución文化中心（2015）

### 公园
- 儿童双世纪纪念公园（2012）
- Las Cruces瞭望台（2010）

### 商业建筑
- UC创新中心（2014）
- UC药学院（2004）
- 上海诺华制药园区

### 住宅
- Quinta Monroy住宅（2003）
- 佛得角社会住宅（2010）[2]